# Frankenia conferta
Frankenia conferta är en frankeniaväxtart som beskrevs av Friedrich Ludwig Diels. Frankenia conferta ingår i släktet frankenior, och familjen frankeniaväxter. Inga underarter finns listade i Catalogue of Life.